# Friedrich Wilhelm Driesen
Baron Friedrich Wilhelm Driesen (rusko Фёдор Васи́льевич Дри́зен), ruski general baltsko-nemškega rodu, * 1781, † 1851.
Bil je eden izmed pomembnejših generalov, ki so se borili med Napoleonovo invazijo na Rusijo; posledično je bil njegov portret dodan v Vojaško galerijo Zimskega dvorca.

## Življenje
Leta 1797 se je njegov oče preselil v Rusijo.
Leta 1805 je sodeloval v bitki pri Austerlitzu in sodeloval v bojih proti Francozom tudi leta 1807. 11. februarja 1808 je bil povišan v polkovnika in 12. aprila istega leta je postal poveljnik Vilenskega mušketirskega polka. 19. oktobra 1810 je postal poveljnik Murmanskega mušketirskega polka, s katerim se je udeležil velike patriotske vojske.
15. septembra 1813 je bil povišan v generalmajorja; po vojni je bil dodeljen vojnemu ministrstvu. 1. januarja 1826 je bil povišan v generalporočnika in 29. oktobra 1828 je postal poveljnik Rige.
17. marca 1845 je postal general pehote.